# ア・カニーサ

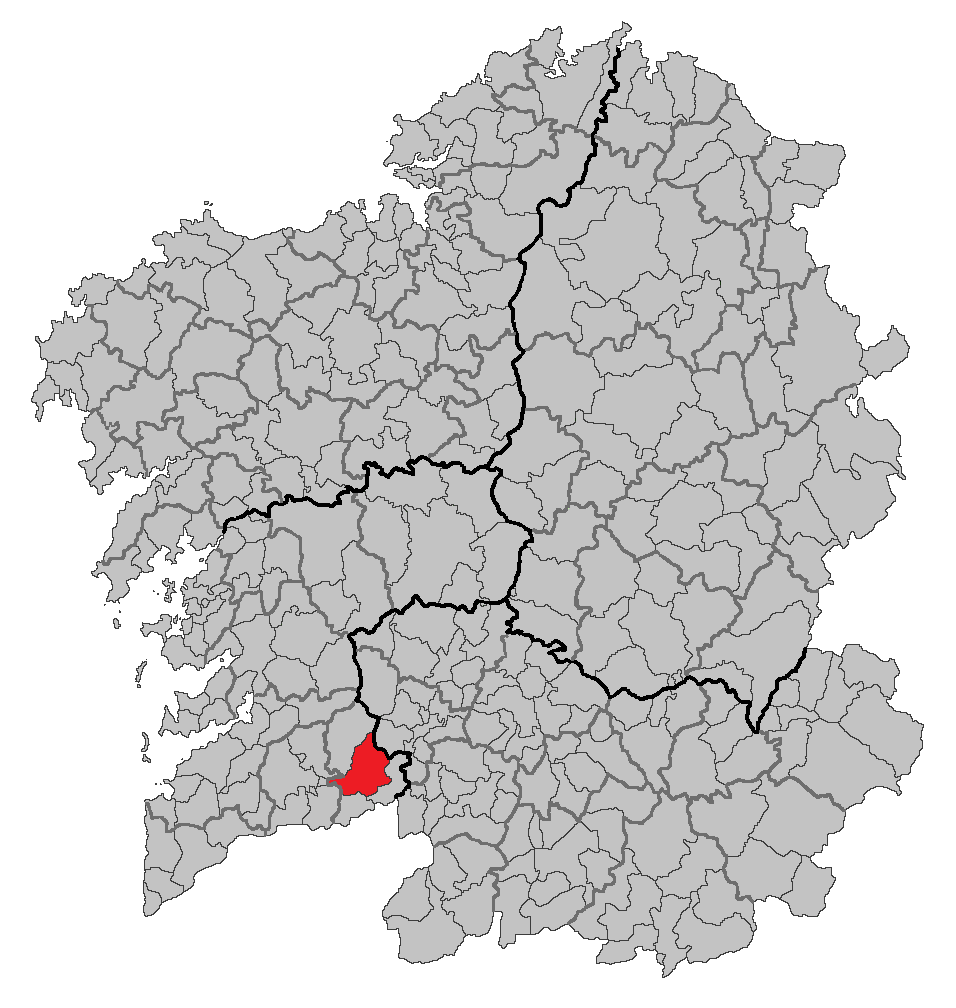
ガリシア州内の位置

ア・カニーサ（A Cañiza）は、スペイン、ガリシア州、ポンテベドラ県の自治体、コマルカ・ダ・パラダンタに属する。ガリシア統計局によると、2012年の人口は5,511人（2011年：6,461人、2010年：6,517人、2009年：6,583人、2003年：6,719人）。住民呼称は、男女同形のcañicense。カスティーリャ語による表記はLa Cañiza（ラ・カニーサ）。
ガリシア語話者の自治体住民に占める割合は95.80%（2001年）。

## 地理
ア・カニーサはポンテベドラ県の南東部に位置し、コマルカ・ダ・パラダンタに属する。隣接する自治体は、北西がコベーロ、北東がメロン（オウレンセ県）、東がクレセンテ、南がアルボ、西がアス・ネベス、サルバテーラ・デ・ミーニョ、モンダリス、自治体の中心地区はア・カニーサ教区のア・カニーサ地区。
ア・カニーサはポンテアレーアス司法管轄区に属す。

### 人口
住民は9の教区の263の地区（集落）に居住する。
| ア・カニーサの人口推移 1900－2010                       |
|                                                         |
| 出典:INE（スペイン国立統計局）1900年 - 1991年、1996年 - |

## 政治
自治体首長は、ガリシア国民党（PPdeG）のミゲル・アドルフォ・ドミンゲス・アルフォンソ（Miguel Adolfo Domínguez Alfonso）、自治体評議員はガリシア国民党：7、ガリシア社会党（PSdeG-PSOE）：5、ACCA：1となっている（2011年5月22日の自治体選挙結果、得票順）。
| 1999年6月13日自治体選挙 |        |        |          |
| 政党                    | 得票数 | 得票率 | 獲得議席 |
| PPdeG                   | 2,458  | 68,20% | 10       |
| PSdeG-PSOE              | 658    | 18.26% | 2        |
| UCPA                    | 246    | 6.83%  | 1        |
| BNG                     | 218    | 6.05%  | 0        |

| 2003年5月25日自治体選挙 |        |        |          |
| 政党                    | 得票数 | 得票率 | 獲得議席 |
| PPdeG                   | 2,314  | 64.12% | 9        |
| PSdeG-PSOE              | 1,065  | 29.51% | 4        |
| BNG                     | 200    | 5.54%  | 0        |

| 2007年5月27日自治体選挙 |        |        |          |
| 政党                    | 得票数 | 得票率 | 獲得議席 |
| PPdeG                   | 2,134  | 57.80% | 8        |
| PSdeG-PSOE              | 1,332  | 36.08% | 5        |
| BNG                     | 200    | 5.42%  | 0        |

| 2011年5月22日自治体選挙 |        |        |          |
| 政党                    | 得票数 | 得票率 | 獲得議席 |
| PPdeG                   | 1,657  | 48.29% | 7        |
| PSdeG-PSOE              | 1,319  | 38.44% | 5        |
| ACCA                    | 306    | 8.92%  | 1        |
| BNG                     | 127    | 3.70%  | 0        |

## 教区
ア・カニーサは9の教区に分けられている。太字は自治体中心地区のある教区。
- アス・アチャス（サン・セバスティアン）
- ア・カニーサ（サンタ・テレーサ）
- オ・コウト（サン・バルトロメウ）
- ア・フランケイラ（サンタ・マリーア）
- ルネーダ（サンタ・マリーア）
- オローソ（サンタ・マリーア）
- パラーダス・ダス・アチャス（サンティアーゴ）
- ペタン（サン・シアン）
- バレイシェ（サンタ・クリスティーナ）